# Habitatge al carrer Gurb, 24 (Vic)
L'Habitatge al carrer Gurb, 24 és una obra de Vic (Osona) inclosa a l'Inventari del Patrimoni Arquitectònic de Catalunya.

## Descripció
Edifici civil. Casa entre mitgeres que consta de planta baixa i tres pisos. És coberta amb teula àrab a dues vessants. L'obertura de la planta i les dels dos pisos marquen un eix de composició vertical, però a la tercera planta s'obre una galeria d'arcs rebaixats en sentit horitzontal. Les obertures estan sense emmarcar, mentre que les llosanes dels balcons són de pedra. Les baranes són de ferro i a la galeria actualment s'hi obren finestres.
L'estat de conservació és regular.

## Història
L'antic camí de Gurb sorgí com la prolongació del carrer de les Neus vers el segle xii i on s'anaren transformant les masies i edificacions en cases entre mitgeres que seguien el traçat natural del camí. Al segle xv es construí l'església gòtica dels Carmelitans prop de l'actual carrer Arquebisbe Alemany, enderrocada el 1655 en convertir-se la ciutat en plaça fortificada contra els francesos durant la guerra dels Segadors. Als segles XVII-XVIII es construí l'actual convent i l'església dels Carmelitans calçats. Al segle xviii la ciutat experimenta un fort creixement i aquests carrers itinerants es renoven formant part de l'Eixample Morató. Al segle xix, amb la urbanització de l'Horta d'en Xandri entre el carrer Gurb i de Manlleu també es renova. Actualment el carrer viu una etapa d'estancament i convindria revitalitzar-lo
Edifici segurament existent abans del segle xviii. L'estat actual correspon a una reforma de mitjans del segle xix.